# Anaconda
Anaconda je město v USA, v západní Montaně. Leží v Skalnatých horách (horské hřebeny Anaconda Range, Deer Lodge Range a Flint Creek Range) v blízkosti hlavního kontinentálního rozvodí. Je sídlem okresu Deer Lodge a žije zde 9 298 obyvatel (2010).